# Silvana Mauri
Silvana Mauri, nota anche come Silvana Ottieri (Roma, 1920 – Milano, 23 giugno 2006), è stata una giornalista, scrittrice e traduttrice italiana.
Sorella dell’artista e drammaturgo Fabio Mauri,
è stata moglie dello scrittore Ottiero Ottieri.

## Biografia
Nasce a Roma, primogenita di Umberto Mauri, avvocato e impresario teatrale, e di Maria Luisa Bompiani, sorella di Valentino Bompiani. Dopo di lei nascono tre fratelli (Fabio, Luciano e Achille) e una sorella (Ornella). 
Nel 1929, il padre accetta l'invito del cognato a lavorare nella neonata casa editrice che egli, smessi i panni di segretario di Arnoldo Mondadori, ha appena fondato a Milano. Dalla famiglia, però, si fa raggiungere a Milano tre anni dopo, quando viene assunto come direttore commerciale alla Mondadori.
A Milano, Silvana Mauri frequenta il Liceo Parini dove ha per amiche inseparabili le compagne Billa Pedroni, poi moglie dell'architetto e designer Marco Zanuso, e Franca Norsa, futura attrice con il nome d'arte Franca Valeri suggeritole proprio da lei in assonanza con il poeta Paul Valery, sua lettura di quel periodo. 
Mentre è ancora liceale, lo zio Valentino la chiama a collaborare al Dizionario delle Opere e dei Personaggi con il compito di togliere le "h" al verbo avere e le "d" alle preposizioni eufoniche "ed" e "ad" al fine di risparmiare la carta, allora di non facile reperibilità. A quel primo incarico, ne seguiranno molti altri – traduttrice, redattrice, curatrice di testi, manager, assistente dello zio Valentino – che la impegnaranno per ben quarant'anni alla Bompiani. 
Tra gli autori con cui tiene i rapporti per conto della casa editrice, figurano molti protagonisti del Novecento letterario: Giuseppe Marotta, Vitaliano Brancati, Alberto Moravia, Cesare Zavattini, Elio Vittorini e, in anni più recenti, Camilla Cederna e Umberto Eco, quest'ultimo entrato alla Bompiani prima nel ruolo di redattore e poi come autore. 
Di questa intensa attività di editor resta testimonianza il Diario editoriale, tenuto da Silvana Mauri dalla fine del 1944 a tutto il 1945, nonché le numerose lettere che scrive e che riceve, in particolare il carteggio con il giovane Pier Paolo Pasolini con cui vive un tenero e intenso rapporto sentimentale destinato, tuttavia, a naufragare per l'omosessualità che il poeta di Casarsa trova la forza di confessare proprio a lei per prima.
Chiuso il capitolo dell'amore impossibile, tra Pier Paolo Pasolini e Silvana Mauri sboccia una relazione d'altra natura, una franca e solida amicizia a cui entrambi resteranno fedeli per il resto della loro vita. 
Nel 1950, Silvana Mauri sposa Ottiero Ottieri e dalla loro unione nascono due figli, Maria Pace e Alberto.
Muore a Milano nel 2006. 
Silvana Mauri è stata per quarant'anni l'eminenza grigia della casa editrice dello zio Valentino Bompiani. 

## Opere
- Ritratto di una scrittrice involontaria, a cura di Rodolfo Montuoro, Nottetempo, Roma, 2006. ISBN 88-7452-076-X